# Bušotina za vodu, Rakonik
Bušotina za vodu, Rakonik este o arie protejată (sit de importanță comunitară — SCI) din Croația întinsă pe o suprafață de 0,78 ha, integral pe uscat.

## Localizare
Centrul sitului Bušotina za vodu, Rakonik este situat la coordonatele 45°05′11″N 14°01′11″E / 45.086324°N 14.019652°E.

## Înființare
Situl Bušotina za vodu, Rakonik a fost declarat sit de importanță comunitară în iulie 2013 pentru a proteja 1 specie de animale.

## Biodiversitate
Situată în ecoregiunea mediteraneană, aria protejată nu include niciun habitat protejat.
La baza desemnării sitului se află o specie protejată de  amfibieni: proteu de peșteră (Proteus anguinus).